# Flore et Zéphyr
Flore et Zéphyr est un tableau réalisé par le peintre français William Bouguereau en 1875. Ce tondo de 185 centimètres de diamètre est une huile sur toile dans le style académique de l'artiste. Peinture mythologique, il représente Zéphyr alors qu'il donne un baiser à Flore, laquelle est assise torse nu dans de l'herbe, couverte de roses, tandis que lui est debout, ses ailes de papillon dans le dos, presque entièrement dévêtu. Présentée au Salon de 1875, l'œuvre est aujourd'hui conservée au musée des Beaux-Arts, à Mulhouse.